# Marie Brandis
Pour les articles homonymes, voir Brandis (homonymie).
Marie Brandis, connue aussi sous le nom de Marie Berzé, née le 3 octobre 1866 à Cilli, dans l'empire d'Autriche et morte le 21 octobre 1906 à Graz, est une chanteuse d'opéra autrichienne (soprano).

## Biographie
Son nom de naissance est inconnu, Brandis est un nom de scène. Elle a fait ses débuts au Theater an der Wien. Après avoir travaillé dans différents théâtres en Allemagne et aux États-Unis, elle est engagée en 1899 au Théâtre de Graz dans le rôle d'Ortrud dans Lohengrin, de Richard Wagner. Puis elle se produit de 1901 à 1903 à l'Opéra de Wroclaw et en 1904 à l'Opéra d'État de Prague. À son retour à Graz, elle meurt peu après son 40e anniversaire.
En 1899, elle est invitée au Festival de Bayreuth (Gerhilde dans Die Walküre) et à l'Opéra de Vienne en 1900 et 1901 (Senta dans Der Fliegende Holländer).

## Crédits
- (de) Cet article est partiellement ou en totalité issu de l’article de Wikipédia en allemand intitulé « Marie Brandis » (voir la liste des auteurs).